# Tatta
La Tatta (in russo  Татта?; in lingua sacha: Taatta o D'agad'yma, Таатта, Дьагадьыма) è un fiume della Russia siberiana orientale, tributario di sinistra dell'Aldan (bacino idrografico della Lena). Scorre nei distretti (ulus) Amginskij, Čurapčinskij e Tattinskij della Sacha-Jakuzia.
Nasce nella parte nord-orientale delle alture della Lena (a breve distanza dal corso del fiume Amga), scorrendo successivamente con direzione orientale in una valle piuttosto larga, sfociando nell'Aldan nel suo basso corso, a 271 km dalla foce. Il maggiore centro urbano incontrato nel suo corso è il villaggio (selo) di Ytyk-Kjuël'.
Il fiume è gelato, mediamente, da ottobre alla fine di maggio.